# Suthep Wongkamhaeng
Suthep Wongkamhaeng (en tailandés: สุ เทพ วงศ์ กำแหง) (Sung Noen, 12 de mayo de 1934-Thawi Watthana, 27 de febrero de 2020) fue un cantante tailandés. Fue denominado como el Artista Nacional en 1990. En 2003 ganó la atención internacional debido a su canción Pid Tang Rak (Wrong Way to Love) fue una de las 18 canciones consideradas "irregulares" u ofensivos para la "decencia pública", por el Ministerio de Cultura Centro de Cultura de Control Ciudadano.
En 2005 cantó en el 80 Aniversario para la princesa Petcharat Rajsuda a petición de la Consejería de Cultura.
Falleció en Thawi Watthana el 27 de febrero de 2020 a los 86 años producto de una enfermedad hematológica.